# Saint-Germain-des-Prés (Tarn)
Saint-Germain-des-Prés település Franciaországban, Tarn megyében. Lakosainak száma 920 fő (2022. január 1.). Saint-Germain-des-Prés Cambounet-sur-le-Sor, Lempaut, Lescout, Puylaurens, Sémalens és Soual községekkel határos.

## Népesség
A település népessége az elmúlt években az alábbi módon változott:
| Lakosok száma | 896  | 908  | 929  | 915  | 926  | 932  | 928  | 924  | 920  |
|               | 2013 | 2015 | 2016 | 2017 | 2018 | 2019 | 2020 | 2021 | 2022 |